# Guarania
Guarania is een geslacht van halfvleugeligen uit de familie schuimcicaden (Cercopidae). De wetenschappelijke naam van dit geslacht is voor het eerst geldig gepubliceerd in 1950 door Nast.

## Soorten
Het geslacht Guarania omvat de volgende soorten:
- Guarania chapada (Distant, 1909)
- Guarania consanguinea (Distant, 1909)